# Eva Lefever
Eva María Lefever Herrera (Santiago, 22 de julio de 1955) es una pintora, grabadora y artista visual chilena.

## Biografía
Su padre, Tomás Lefever, fue compositor y profesor de estética musical, su madre profesora de piano y sus cuatro hermanos estudiaron chelo, flauta, piano y percusión.
Estudió un año arquitectura en Valparaíso y vivió junto a tres tías abuelas, experiencia que marcó la primera exposición individual de sus obras, centrada en mujeres ancianas y su soledad.
Realizó su pregrado en la Facultad de Artes de la Universidad de Chile, donde fue estudiante de Adolfo Couve, Rodolfo Opazo y Gonzalo Díaz. Durante este período participó de distintas exposiciones y concursos con su obra, empezando ser conocida en el ámbito artístico chileno. En 1981 obtuvo el grado de Licenciada en Artes Plásticas de la Universidad de Chile.
En los años 1981 y 1982 obtuvo la beca otorgada por la Sociedad de Amigos del Arte y entre 1981 y 1985 la del Servicio de Intercambio Académico Alemán, estudiando artes gráficas en la Escuela Superior de Arte de Kassel y residiendo en la Alemania Federal hasta 1986. En 1983 continuó sus estudios y trabajos como alumna libre en el Taller de Litografía de la Academia de Bellas Artes de Stuttgart. Posteriormente regresó a Kassel donde continuó sus estudios con Heinz Nickel, siendo su ayudante en el año 1985. Obtuvo en 1986 el Grado Académico con distinción unánime. 
Durante su estadía en Alemania sus obras se expusieron en Chile y Europa y comenzó a utilizar la litografía en sus obras. En 1987 sus creaciones ya se encontraban en distintas colecciones particulares de América Latina, Europa y Asia y habían participado en exposiciones de dichos continentes.
En 1986 entró al Taller 99 de Nemesio Antúnez. En 1987 y 1988 desarrolló cursos experimentales de pintura en el Liceo de Castro y en el Salón Parroquial de la Catedral de Castro, en Chiloé. En forma paralela, impartió un curso extraordinario de pintura infantil en el Instituto Cultural de Las Condes en Santiago. Desde 1987 a 1992 realizó clases de dibujo y pintura, incluyendo clases particulares.
En los años 1990 dio clases de dibujo en la escuela de Teatro de la Universidad de Chile, en el Instituto Cultural de Providencia y en el taller de su casa, actividad que buscaba congeniar con el trabajo que mantenía en este y su vida familiar. Debido a lo último, en este período disminuyó la cantidad de sus creaciones.

## Obra
En sus obras usa distintas técnicas: dibujo, pintura al óleo, técnica mixta, tinta china, carboncillo, pastel y grabado, sobre todo litografía. Su arte suele ser clasificado como figurativo.
Le interesa representar el mundo interno de las personas y sus problemas existenciales. También le interesa el papel del ser humano en la historia del arte.
En sus obras suele haber mujeres refinadas, ancianas aburridas, niñas o prostitutas, gente marginada de la sociedad chilena como personas con malformaciones y punks y , por otro lado, animales domésticos o toros, entre otros.
En sus creaciones predominan el blanco y el negro y utiliza usualmente colores oscuros. A principio de los años 1990 sumó a su habitual creación de dibujos la de grabados y posteriormente pinturas. La crítica ha valorado el cuidado que da al trazo en sus obras, y ella ha expuesto que busca realizar línea continuas, sin calcular, borrar y corregir.
Lefever y críticos han planteado que su obra tiene influencia de Da Vinci, Rembrandt, Velásquez, Goya y Toulouse Latrec. Su obra es relacionada por la crítica al expresionismo alemán.
Sus pinturas, dibujos y grabados han sido expuestos en América Latina, Europa y Asia y se encuentran en varias colecciones particulares en dichos continentes.